# Dimeria paniculata
Dimeria paniculata är en gräsart som beskrevs av Genkei Masamune. Dimeria paniculata ingår i släktet Dimeria och familjen gräs. Inga underarter finns listade i Catalogue of Life.